# Luge aux Jeux olympiques de 1992
Navigation
Calgary 1988 Lillehammer 1994
Les quatre épreuves de luge aux Jeux olympiques d'hiver de 1992 ont lieu du 9 au 12 février 1992 à La Plagne.

## Podiums
| Épreuve                  | Or                                    | Argent                               | Bronze                              |
| ------------------------ | ------------------------------------- | ------------------------------------ | ----------------------------------- |
| Simple Hommes 10 février | Georg Hackl                           | Markus Prock                         | Markus Schmidt                      |
| Simple Femmes 12 février | Doris Neuner                          | Angelika Neuner                      | Susi Erdmann                        |
| Double 14 février        | Allemagne Stefan Krausse Jan Behrendt | Allemagne Yves Mankel Thomas Rudolph | Italie Hansjörg Raffl Norbert Huber |

## Médailles
| Rang | Nation    | Or | Argent | Bronze | Total |
| ---- | --------- | -- | ------ | ------ | ----- |
| 1er  | Allemagne | 2  | 1      | 1      | 4     |
| 2e   | Autriche  | 1  | 2      | 1      | 4     |
| 3e   | Italie    | 0  | 0      | 1      | 1     |